# Forces armées de la république tchétchène d'Itchkérie
L'armée nationale tchétchène (tchétchène : Nóxçiyn Respublik Içkeri Qoman Eskar ; russe : Национальную Армия Чеченской Республики Ичкерия) ou forces armées tchétchènes sont les formations militarisées unies de la république tchétchène de facto d'Itchkérie.
Le 15 octobre 2022, les forces armées de la république tchétchène d'Itchkérie sont officiellement ressuscitées en Ukraine par le gouvernement d'Ichkérie en exil, avec un centre sur les unités contribuant à l'implication tchétchène dans l'invasion russe de l'Ukraine, telles que bataillon spécial.

## Ministres de la Défense de Tchétchénie
- Magomed Khanbiev (1998—2004)
- Roustaman Makhauri (2004—2007)

## Branches

### Forces terrestres
Djokhar Doudaïev a passé les années 1991 à 1994 à se préparer à la guerre, à mobiliser des hommes âgés de 15 à 55 ans et à s'emparer de dépôts d'armes russes. Cela est considéré comme une tentative de soutenir l'indépendance et la souveraineté de la Tchétchénie. Des systèmes d'armes majeurs ont été saisis à l'armée russe en 1992 et, à la veille de la première guerre de Tchétchénie, ils comprenaient 23 canons de défense aérienne, 108 chars et véhicules blindés de transport de troupes, 24 pièces d'artillerie, 5 MiG-17 / 15, 2 hélicoptères Mi-8, 24 lance-roquettes multiples, 17 lance-missiles sol-air. Les forces terrestres comptaient 10 000 soldats en décembre 1994, passant à 40 000 soldats au début de 1996.
Structure :
- État-major général
- Régiment à usage spécial
- Régiment de chars
- Détachement d'aviation séparé
- Collège militaire
- Unités de protection civile

### Forces aériennes
À la suite du retrait de la république tchétchène en 1992, certaines forces de l'armée russe se sont retrouvées avec la quasi-totalité des armes ennemies abandonnées, y compris les avions et les systèmes de défense aérienne. À la base aérienne de Kalinovskaya, l'école d'aviation Armavir a laissé 39 avions d'entraînement au combat L-39 Albatross, 80 L-29 Dolphin, 3 chasseurs MiG-17, 2 avions d'entraînement MiG-15UTI, 6 avions An-2 et 2 hélicoptères Mi-8. L'armée disposait également de 94 avions d'entraînement L-29, 52 avions d'entraînement L-39, 6 avions de transport An-22 et 5 avions de transport Tu-134. La plupart des équipements aéronautiques tchétchènes ont été détruits sur les aérodromes dans les tout premiers jours de la campagne tchétchène. La défense aérienne des bases aériennes comprenait 10 systèmes de défense aérienne Strela-10, 23 installations d'artillerie anti-aérienne de différents types et 7 MANPADS Igla. De plus, selon certains médias, les unités des moudjahidines qui ont combattu en Tchétchénie disposaient d'un certain nombre de MANPADS Stinger de fabrication américaine.

#### Bases
Trois bases aériennes ont été utilisées par les forces aériennes tchétchènes :
- Base aérienne de Grozny - Severny
- Base aérienne de Kalinovskaya
- Base aérienne de Khankala

## Garde nationale

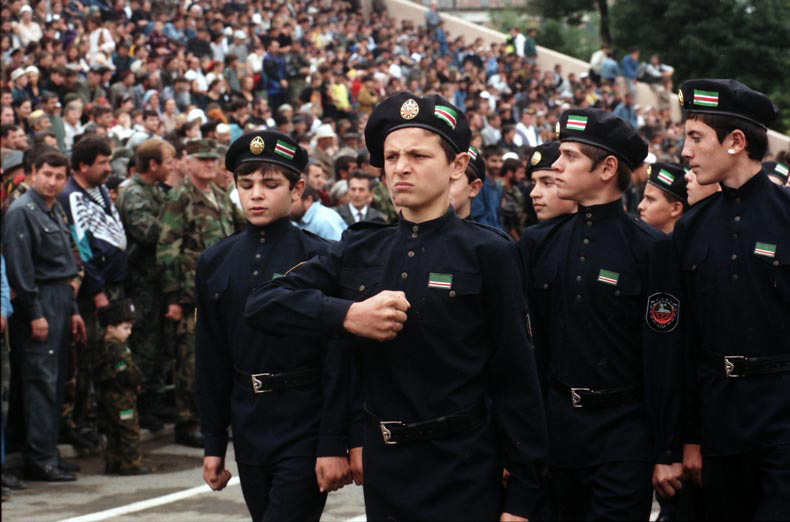
Cadets de la Garde nationale tchétchène d'Ichkérie en 1999.

La Garde nationale tchétchène (tchétchène : Nóxçiyn Respublik Içkeri Qoman Gvardi ; russe : Национальная гвардия Чеченской Республики Ичкерия) était une formation majeure en Tchétchénie et son armée. Le 13 mars 1997, le président Aslan Maskhadov crée la Garde nationale de la république tchétchène d'Itchkérie, qui deviendra la seule formation armée régulière, sur la base des forces armées de la république. Le général de brigade Magomed Khanbiev est nommé commandant de la Garde nationale. 2 000 gardes nationaux sont dénombrés, comprenant la garde présidentielle autonome, directement subordonnée au président, et la garde de la charia, qui était à la disposition de la Cour suprême de la charia de la RTI. De plus, les bataillons individuels étaient subordonnés à l'état-major général et au président du gouvernement.

### Structure organisationnelle
- Unités de la Garde nationale
  - 1er bataillon de la Garde nationale nommé d'après Oumalt Dachaïev[5]
  - 2e bataillon de la Garde nationale du nom de Khamzat Khankarov[5]
  - 3e bataillon de la Garde nationale nommé d'après Djokhar Doudaïev[5]
  - 8e bataillon de la Garde nationale d'Argoun[6]
  - 10e bataillon blindé Chali de la Garde nationale[6]
  - Bataillon du génie[5]
- Garde présidentielle
- Garde de la charia (police religieuse islamique)
- Bataillon de sécurité de l'état-major général des armées
- Bataillon spécial sous le Cabinet des ministres de la RTI

## Autres formations paramilitaires/de sécurité
- Ministre de l’Intérieur
- Département de la sécurité nationale ; basé sur l'ancien KGB soviétique
- Centre antiterroriste sous la direction du président de la RTI. En mai 1997, le Centre antiterroriste est créé sous la direction du président de la RTI, dirigé par le commandant de terrain Khounkar-Pacha Israpilov[4].